# ターリク・アル＝メンハリ
ターリク・アル＝メンハリ（アラビア語: طارق المنهالي、英語: Tariq Al Menhali、1985年12月10日 - ）は、アラブ首長国連邦の歌手。

## 経歴
アル・アイン出身。6歳のときにアブダビに移住した。アラブ・ウード・ハウス・アカデミーを卒業したアラブ首長国連邦初のアカデミックアーティストとしても知られている。

## ディスコグラフィ

### シングル
- homeland
- I have an honest
- Strange time
- The joy of the holiday
- Night and Promise
- A thousand love
- Lily is like lilac
- Tolerance year
- Auja
- Ramadan
- Allied Emirates[2]
- Hadi [3]
- I am your intruder
- Upscale
- Hasayef
- I am worried about you[4]